# Vítor Agnaldo de Menezes

Wappen von Vitor Agnaldo de Menezes als Bischof von Propriá

Vítor Agnaldo de Menezes (* 16. Juni 1968 in Curaçá, Bahia) ist ein brasilianischer Geistlicher und römisch-katholischer Erzbischof von Vitória da Conquista.

## Leben
Vítor Agnaldo de Menezes empfing am 18. April 1998 das Sakrament der Priesterweihe.
Am 25. Oktober 2017 ernannte ihn Papst Franziskus zum Bischof von Propriá. Der Bischof von Jequié, José Ruy Gonçalves Lopes OFMCap, spendete ihm am 6. Januar 2018 die Bischofsweihe; Mitkonsekratoren waren der emeritierte Bischof von Jequié, Cristian Jakob Krapf, und der Erzbischof von Vitória da Conquista, Luís Gonzaga Silva Pepeu OFMCap. Die Amtseinführung erfolgte am 3. Februar 2018. Vom 19. Juli 2023 bis zum 25. Mai 2024 war Vítor Agnaldo de Menezes zudem Apostolischer Administrator des vakanten Erzbistums Aracaju.
Papst Franziskus bestellte ihn am 14. Februar 2025 zum Erzbischof von Vitória da Conquista. Die Amtseinführung erfolgte am 22. März desselben Jahres.